# اذرح

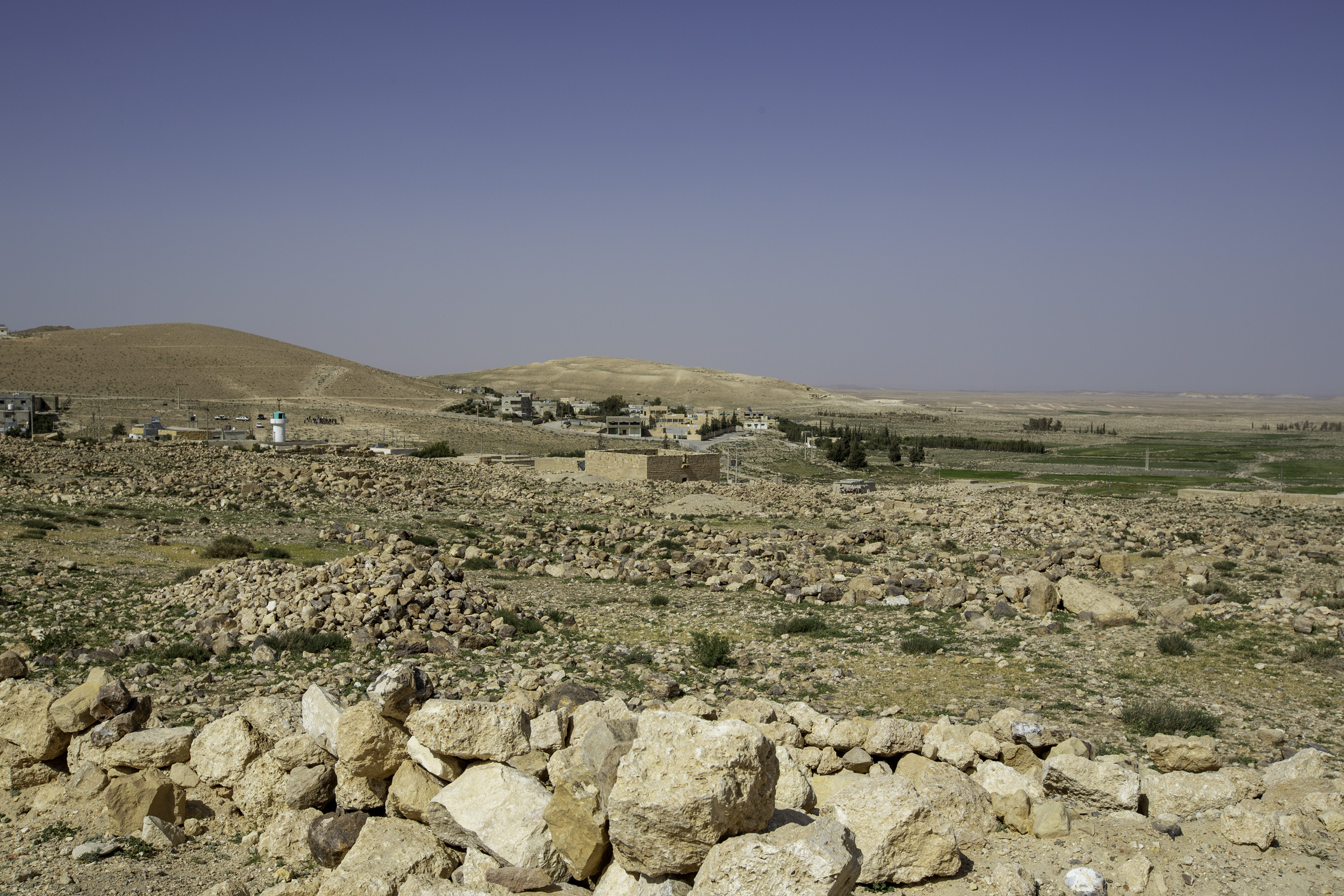
نمایی از اَذرُح، ناحیه‌ای در غرب اردن، بین معان و پترا - ۲۰۱۳

اَذرُح ناحیه‌ای در غرب اردن، بین معان و پترا است، که پیش از اسلام از منزلگاه‌های کاروان‌های تجاری حجاز به شام و از اردوگاه‌های مهم لشکریان بیزانس بوده‌است. محتمل است در زمانی که محمد با لشکری به سوی تبوک می‌رفت، به شرط جزیه با اهالی اذرح صلح کرده باشد. به نوشته ویلفرد مادلونگ در زمان خلافت علی بن ابی طالب، حکمیت دوم احتمالاً در محرم سال ۳۸ هجری مصادف با ژوئن یا ژوئیه ۶۵۸ میلادی در این واقعه علی مشارکتی نداشت، اما عمرو عاص به نمایندگی از معاویه همراه با ابوموسی اشعری و بزرگان دینی مدینه که در حکمیت اول شرکتی نداشتند کوشیدند، تا از این طریق بحران خلافت را حل کنند.